# デーモン閣下
デーモン閣下（デーモンかっか、紀元前98038年11月10日 - 、英語表記：His Excellency Demon Kakka）は、日本の音楽家、タレント、ジャーナリスト。ロックバンド聖飢魔IIのボーカリスト。早稲田大学社会科学部卒業。POWERPLAY所属。好角家（相撲評論家）で広島東洋カープファン。「世を忍ぶ仮の姉」はTBSテレビ元報道キャスターの小暮裕美子。「デーモン小暮」（1985年）、「デーモン小暮閣下」（2000年）、「デーモン閣下」（2010年以降）と名称を変更している。通称は「デーモン」、「閣下」。自身は人間の体を借りた悪魔と自称しており、生年月日は「紀元前98038年11月10日」だとしている。

## 悪魔 (人物)
「紀元前98038年11月10日に発生、地獄の都Bitter Valley地区出身」を称する、前地獄副大魔王にして悪魔教教祖。悪魔としての本名は地球上では可聴音域で発声できない（発声しても口パクにしか見えない）ため不詳とされる。
「神ゼウスによって約10万年もの間地獄に封印されていたが、ゼウスの封印力が弱まり再び蘇り」、人間界へと降り立った。「西暦1999年12月31日に地球征服する」と宣言し、1982年よりヘヴィメタルバンド「聖飢魔II」のフロントマンとしての音楽活動を中心に幅広く「布教活動」を行い、1999年に公約通り「地球征服」を完了し、解散した。金色の髪を派手に逆立て、白色を基調とした顔貌。
公私混同を非常に嫌い、人間としての側面はあくまで「世を忍ぶ仮の姿」であり、プロフィールは基本的に公表せず、関係者や来歴は必ず「世を忍ぶ仮の」という一節を付加して表現している。年齢も『笑っていいとも!』の「テレフォンショッキング」に出演した際、「10万24歳」と答えるなどしている。
「吾輩」と自称し、「閣下」と呼ばれる。「デーモンさん」、「小暮君」などと呼ばれることもあるが、「小暮君」と呼ばれた際は「閣下と呼べ!」「せめてデーモン小暮と呼んでほしいのだが…」と反発している。非公表である本名（地上での戸籍名）を呼称することは一切許容しておらず、本人がふれる時も「世を忍ぶ仮の名」としている。
派手な外見や所作から来る印象ばかりを取り沙汰されることが多いが、「信者」と称されるファンの多くは「作品の内容」「言動」「エンターテイナーとしての技量」を大いに支持している。単に「神と悪魔と人間」という視点だけでなく、幼少時にアメリカに在住していた帰国子女であり、異文化交流に関してのコメントも多い。
日本の伝統芸能・文化にも造詣が深く、純邦楽（特にジャパメタのギタリストでもあり、箏曲家の沢井比河流とは親交も深い）・能等と共演することが年間25回を超える。好角家でもあり、相撲知識は好角家や大相撲関係者すら舌を巻く（後述）。頭の回転が早く、テレビ番組での彼のやり取りを見た、閣下支持でも何でもなかった音楽評論家渋谷陽一を感心させている。
同時に、裏では芸能界での大先輩やスタッフに丁寧に接するなど几帳面な一面を見せている。「恐ろしい見た目の悪魔」だが実際に悪魔のように人の不幸を喜んだり、傷付けたり、悲しませることは基本的には行わない（行う場合は「台本」や「演出」に従い、相手にも了承を得ている）。特に「差別」や「犯罪」については非常に忌み嫌っており、「悪魔だからこそ許せないし、許すつもりもない。」と語っている。
悪魔ちゃん命名騒動があった時期に、インタビューで「悪魔は子供が生まれたら“悪魔”と名づけるのか」と尋ねられ、「つけねーよ。じゃあ、お前は自分の子供に“人間”と名前をつけるのか」と切り返した。また、その人物像ゆえ、公の場での対談や共演相手の装飾品に十字架が使用されるのを極度に嫌う。

## 経歴

### 生い立ち
父は銀行員で、「世を忍ぶ仮の姿」である幼稚園児時代から小学1年の途中までニューヨークで、小学2年までを東京で、小学3年から5年までを広島市西区で過ごし、小学6年以降は東京で育った。
「一番長く暮らした広島を、『世を忍ぶ仮のふるさと』だと思っている」と公言しており、2020年8月、聖飢魔IIの地球デビュー35周年期間限定再集結に合わせタイアップした「聖飢魔II×悪魔のおにぎり広島風お好み焼きごはん -悪魔の故郷味-」がローソンから発売された。
世を忍ぶ仮の小学生時代に坂上二郎司会のラジオ番組に出演し、坂上のものまねで『学校の先生』を歌った。当時から広島市内で布教活動を手がけており、地球統一による平和への願いは「どの悪魔よりも強い」と自負している。
帰国子女である経歴および桐蔭学園高等学校卒業という学歴について『爆笑問題カーボーイ』（TBSラジオ）で「織田裕二の先輩」とともに暴露された際に認めている。桐蔭学園高等学校・早稲田大学を通じた先輩であるやくみつるとは、在学中には面識がなかったものの共通の趣味である相撲を通じて親交を深め、「やく先輩」と呼ぶほどの関係となっている。
大学受験時の頃について、「これ、話になんないね、っていう点数しかとってなかったので・・・。我輩の世を忍ぶ仮の父親は銀行員だったので、行くんだったら、ここか、ここより上の学校じゃないと行っても意味がない・・・みたいなのがちょっとあって。だから現役の年も滑り止め的なところはほぼ受けてなくて。だから、全滅は当たり前なの」と恵俊彰のラジオ番組で語っている。その後、一浪して早稲田大学に合格して、入学する。

### デビュー前
怪獣やヒーロー等、特撮フィルムのキャラクターについての造詣も深く、ゴジラの鳴き真似コンテストに出場して優勝した実績を持つ。当時、塾の講師のアルバイトをやっていて、生徒から「ゴジラの鳴き声コンテスト」があることを教えられて応募したところ、ラジオ局から電話があり、優勝賞金10万円を東宝からもらったという。
早稲田大学の学生時代は、「やりたいことは全部やろうと思ってたので、とりあえず面白そうなものは全部手を出したのね。・・・で、まず演劇は学校のサークルではなく、俳優養成所に行ったのね」と語っている。俳優養成所では、恵俊彰の相方であるホンジャマカの石塚英彦と出会い、一緒に映画やドラマのエキストラをやったこともあるという。
大学在学中に展開していたバンドでは、演目に「ウルトラマンの歌」を取り上げることも多かったという。右半身をウルトラマン・左半身をレッドキングに仮装して独りで格闘シーンを演ずるパフォーマンスなど、特撮キャラクターのモノマネの巧みさから、同学の先輩で特撮映画出演実績もあるラサール石井から真剣に入門勧誘を受けたとされている。早慶戦の試合前にマイクパフォーマンスとしてゴジラの鳴き真似を披露し、スタジアム観衆全員からの喝采を浴びたことでも知られる。怪獣映画や特撮番組に造詣が深いことから、当時早稲田で創設されたばかりの特撮サークル「怪獣同盟」の創始者であり、後に「平成仮面ライダーシリーズ」のチーフプロデューサーとなった髙寺成紀とは交流があったという。
『たけしのお笑いサドンデス』に出演した際にはビートたけしから「将来タレントになれる」と評価された。『タモリ倶楽部』の「大学生のコンパ芸」を紹介する放送回では、世を忍ぶ仮の名で友人等と出演し、ゴジラの鳴き真似や、他の宴会芸などを披露している。
音楽活動では大学時代フォークソングクラブに所属し「走り幅跳び」や「顔面大陸棚」「生老婆（ナマローバ）」「紫馬肥（ムラサキウマゴヤシ）」「私的独占の禁止及び公正取引の確保に関するバンド」というバンドを組んでいた。同学の先輩であるサンプラザ中野が爆風スランプを結成しメジャーデビューを目指した活動を始めたことから、中野の後を継いで素人バンド「スーパースランプ」の2代目ボーカリストに就任している。
大学時代は新宿東口の伝説的ポルノデパート「ファイブ・ドアーズ」でアルバイトしており、当時「ビニ本収集家」として有名だった谷村新司が来店したときにデーモンが受付に居たと本人は語っている。谷村と共演した際も「谷村さん、ファイブ・ドアーズに入ったことあるでしょう?」「あそこで、バイトしてたんですよ、あ、谷村新司が来た、と判って可笑しくて必死に笑いこらえてました」と話し、谷村を驚かせた。
『徹子の部屋』（テレビ朝日系）にゲストとして招かれた際には、大学の卒業式に悪魔の姿で出席し、当然ながら職員が制止したが「これは悪魔の正装だ!」「みな明日から社会に旅立つ姿で卒業式に来ている。吾輩が明日から社会に旅立つ姿がこれなのだ!」との発言を繰り返し強硬に押し切ったところ、通りかかった知らない教授に「最近は君のような気骨のある学生が少なくなった」と激励を受け、共に記念写真を撮ったというエピソードを披露している。このエピソードは著書『我は求め訴えたり』にも記載されている。

### 音楽活動

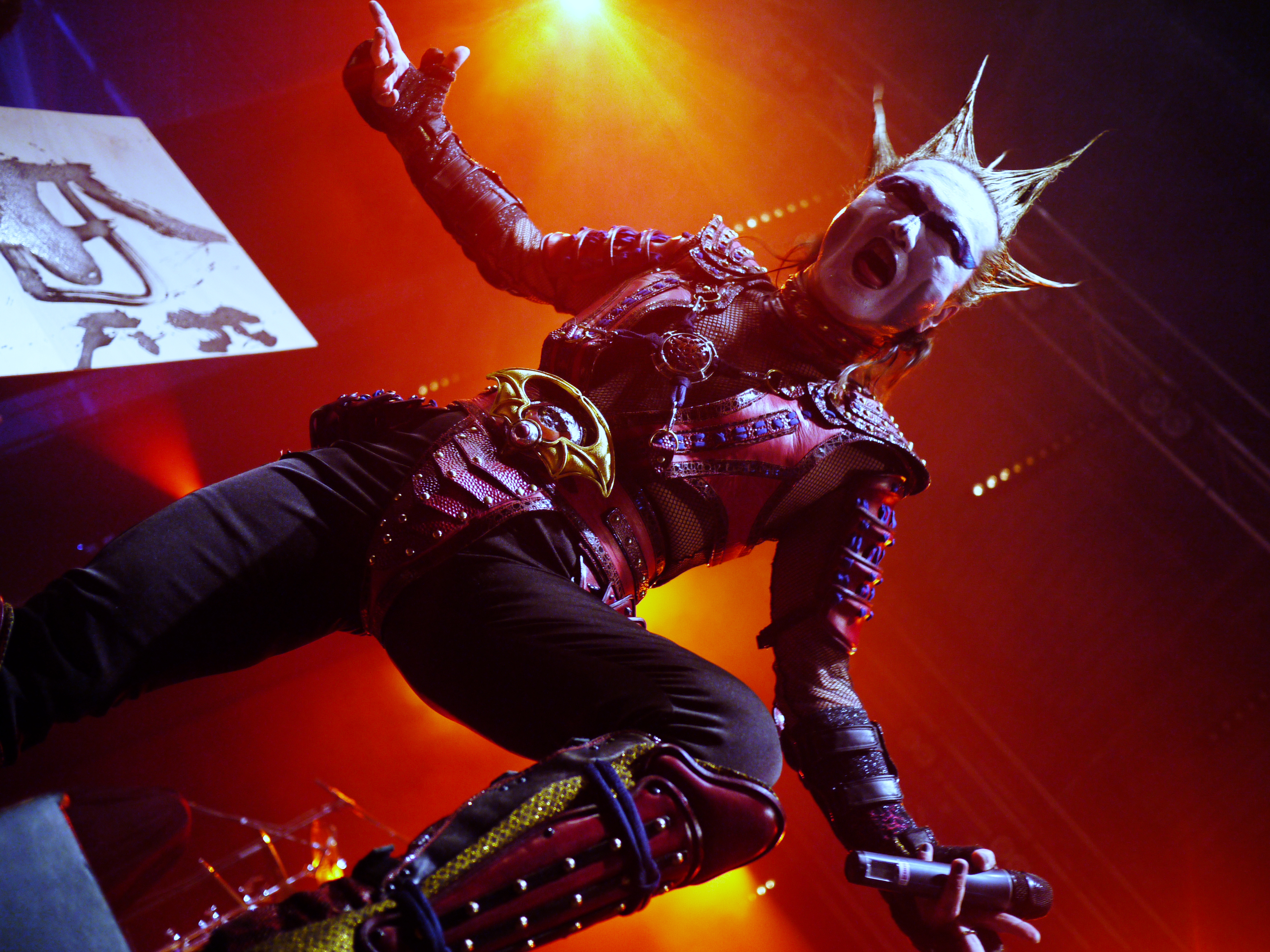
第11回Japan Expo（2010年、フランス・パリ）における閣下。

生まれて初めて歌で稼いだ楽曲は、世を忍ぶ仮の大学時代に当時の居酒屋で歌った北島三郎の「与作」で、現在においてもカラオケの十八番である。
1982年（魔暦紀元前17年）12月から本格的な悪魔教の「布教活動」を兼ねて聖飢魔IIのフロントマンとしてボーカルをつとめ、各地で「黒ミサ」と称すコンサートを行った。所属していたレコード会社のCBSソニーを「市谷悪魔教会」と呼び、レコード・CDを「教典」と称していた。
メディアへの登場時には悪魔的世界観を強調して振る舞ったが、トークは友好的に展開し、1988年の『ザ・ベストテン』に出演時には司会の黒柳徹子の依頼で、ルーク篁の伴奏に合わせてマイウェイの盛り上がり部分を歌い、諸星和己に会話に割り込まれるも全く動じず笑って返し、即興で「パラダイス銀河」1番の弾き語りを演じた。
一方で局側からの依頼などで悪魔的な面が強調されることもあり、1990年7月27日、8月31日「有害ロック」で『ミュージックステーション』に出演した際には出演者の頭を鷲掴みにする、光GENJIと一緒に装飾を引き剥がすなどスタジオを破壊 したり、雛壇に上って内海光司にバナナを無理矢理食わせるなどした後消火器をまき散らし、司会の生島ヒロシに消火剤を浴びせる、CMに入る際「もっとぶち壊してやる、もっとぶち壊してやる、ぐわははははは」と破壊的なセリフを口にし生島にパイナップルを押し付けるなどした。同年、「小暮伝衛門」名義でソロアルバム「好色萬声男」をリリース。
1999年の「地球征服完了」後はソロ活動を展開している。以降2年間は、ソロプロジェクト「!（エクスクラメーション）」で活動していたが、2003年にはデーモン小暮閣下名義でソロアルバムをリリース。
2005年に期間限定で聖飢魔IIを復活させ、再解散後の翌2006年に公式ファンクラブ「縁魔堂」が開設された。

### ライブでの負傷
1986年7月27日、岡山県蒜山高原で行われた「蒜山ミュージックフェスティバル」にて、オープニングの「創世紀」演奏中に野外ステージの屋根上から登場し、屋根にぶら下がった状態からステージに飛び降りて着地する際、機材セットに衝突して脚を骨折してしまう。激痛に見舞われる中、しかし当初の段取り通り1曲目「THE END OF THE CENTURY」を歌唱。同曲終了直後に信者（ファン）に対して「蒜山高原の諸君元気か!!（歓声）吾輩は元気でなくなってしまった、急に」と言ったことで、容態の変化を暗に信者に伝えた。それでも「吾輩はこのミサを全うする」とMCを行い、マイクスタンドを杖代わりに説法を含めた20分強の公演をこなした。悪魔組曲での天地逆転唱法（三点倒立で歌う）は行わなかった（流石に無理だった）が、最後に「本日は申し訳なかった、この借りは必ず返す」と言い残し、会場に近い鳥取県米子市内の病院に直行。そのまま重傷の脚部を改造手術するため入院した。
付き添っていた実母に対して、病室で見舞いに来た者を労うため「まぁまぁ梨でも剥いてあげたら?」と依頼したことが、当時宝島社の編集者であった映画評論家・町山智浩により「ママぁ、梨剥いてー」と実母に甘えてせがんでいたとの都市伝説となった。本人は後に著書で、「梨は皮ごと食べるので『梨剥いて』などと言うわけがない」と否定している。実母は「悪魔ぶり」を否定するどころか、普段楽屋を訪れた際に、関係者に「デーモンの世を忍ぶ仮の母でございます」と挨拶したことがある。

## エピソード
帰国子女であり幼少時は日本語よりも英語のほうが上手かったと話し、2007年12月22日にNHKワールドTVで放送された『WHAT'S ON JAPAN』で大相撲の1年を振り返るインタビューを英語、副音声日本語の吹き替え部分両方を自らコメントしていた。
取材でアメリカで通っていた小学校に悪魔の姿で訪問した際、訝しく思った校長に「君、college（専門学校や単科大学などの高等教育）くらいは行っているよね?」と訊かれ、「University（総合大学）を卒業してますよ」と答えた途端、校長は生徒に向かって「彼はこんな格好をしているが、ちゃんと勉強して大学に行っているんだ」と説いた。
1997年にロサンゼルスにて小原礼・尾崎亜美夫妻が結婚式を挙げた際、司式をする式場の雇われ偽牧師が予定時間を過ぎても現れなかったため、参列していたデーモン閣下が「人ならざるもの」という理由で神父役をしたことがある。
2024年6月26日、ステージ1の早期がんの摘出手術を行ったことを発表。8月12日に開催される音楽フェス「CRASH CRISIS」でステージ復帰。10月15日放送の『ハートネットTV』（NHK Eテレ）に出演し、がんの他に大動脈の疾患を抱えていたことを公表した。
食に関しては、魔界では霞を食べているが地球の人間界においては何でも食し、特に好き嫌いはないという。ライブ前の食事（ケータリング、楽屋弁当）は他の出演者・スタッフのものとは違う、消化に良い特別仕様のものを手配してもらい、その内容は粥、焼き魚、ゆで卵の三品が定番であるという。また、フードロス問題にも目を向けており、提供された弁当など食べきれないものは持参したタッパーに入れ持ち帰るなどしている。

## 好角家として
好角家であり、本人の公式サイト上にもプロフィールに明記されている。「ファン歴300年にもおよぶ相撲ファンである」と自称し、寛政年間＝西暦1790年頃（魔暦紀元前210年頃）の、実質的な初の横綱とされている谷風と小野川の取組なども当然観て来たと話している。本人は悪魔として好角家になった理由について、「人間と言う生き物が裸一貫になった時に、どれほどの力が出るかと言うのを調査するため」と語っている。

### 好角家となった経緯
好角家となったのは、世を忍ぶ仮の祖父が旅順工科大学で相撲部に所属していたことも影響している。世を忍ぶ仮の小学生時代に祖父と話がしたくて相撲に関する文献を読みあさった。また広島での布教活動中、小学校の砂場での相撲取りがのめり込む切っ掛けとなった。絵画教室で若浪がうっちゃりを見せる勇姿を秀逸に表現して周囲を驚かせ、高校生時代には、受験勉強もそこそこに当時の蔵前国技館近隣の古書店に足繁く通い、相撲に関する諸文献をむさぼるように読み漁り豊富な知識を培っていった（この古書店には後の逆鉾昭廣らも頻繁に通っていたとされている）。
学園祭においては、相撲同好会の展示室の片隅で自ら相撲文字を書き続け、周囲を驚かせた。単に知識を蓄えるのみではなく、大学在学中には後述のフォーク同好会のみならず、相撲同好会にも所属して実践的かつ多角的な相撲競技の分析・稽古に取り組み、大学の校舎の屋上で相撲をしたなどの逸話も残っている。体格に恵まれていれば力士になりたかったと語ったこともある。このため相撲に対する見識は高い。
本場所にとどまらず地方場所へも年に数回は必ず通っている。また、本人はあくまで悪魔の姿で観戦したかったが、日本相撲協会理事長直々に「観客が相撲に集中できなくなる」という理由で悪魔の姿での入館を謝絶されてきたので、通常は世を忍ぶ仮の姿での観戦に留まっている。贔屓の力士は輪島であり、悪魔のヒーローとして崇めている。
悪魔の姿での入館については、北の湖敏満が理事長であった2005年に館内放送のゲストに招かれた際に協会から「どうぞ悪魔の姿で」との返答があり、「出入り禁止が解けた」と解したと、北の湖が亡くなった際にコメントしている。

### “相撲”の布教活動
1987年から1990年に放送されたニッポン放送『デーモン小暮のオールナイトニッポン』では「大相撲を666倍楽しむ方法」のコーナーを設け、当時現役であった大徹にスポットを当て、大徹本人を生出演ゲストとして迎えるまでに至るという、当時の相撲協会の広報派遣としては異例の深夜に現役力士がゲスト参加するコーナーにまで成長させた。本人は大徹の断髪式に招聘されて鋏を入れているほか、大徹は「黒ミサ」に頻繁に顔出しや差入れを行うなどの信頼関係が築かれている。
大徹以外では琴富士が悪魔組（聖飢魔IIのファンクラブ）会員であったこともあり佐渡ヶ嶽部屋と永く親交が深く、2005年の11月場所後には悪魔の姿で正客として佐渡ヶ嶽部屋に招かれ、稽古場上座に親方らと列座して琴欧州（後の琴欧洲）、琴光喜らの稽古を中心に熱心に見覧している。
オールナイトニッポンでは、芸能人・著名人の迷言を集め競わせて番付を付けるコーナー「夜霧の横綱審議会」も設定され、本格的な相撲ネタも多数寄せられ若年層中心の『オールナイトニッポン』リスナー層世代以外にリスナー層も増加させた。

### 好角家としてのメディア出演
好角ぶりが広く認知されて以降、NHKを含むメディアから出演要請を受け、2005年11月9日放送の『クローズアップ現代』にスタジオ・ゲストとして悪魔の姿で出演し、琴欧州の話題を中心に大相撲の現状と展望を述べた。
2006年1月15日の大相撲初場所8日目では、NHK大相撲中継のゲストとして午後1時のBS2の中継開始から午後6時の総合中継終了まで出演した。通常、相撲中継における著名人ゲストの出演は中入り後のみであり、三段目の取組から打ち出しまでの全編にわたって出演するゲストはNHK相撲中継史上初であった。通常は場所入りする力士や場所界隈の風景の映像から始まる大相撲中継のオープニングも閣下が会場入りする模様からスタートする異例の扱いだった。
中継終了間際に感想を問われ、「『紅白歌合戦』に初めて出たときよりも感激した」とした。「呼ばれればすぐにでも出ますので」など、謙虚な発言を実況の吉田賢アナウンサーから「らしくない。『また来るぞぉ』で締めるのかと思いましたが」と指摘されると「また来るぞ、ウワハハハハ」と本来の語りで締めて放送は終了したが、解説は角界関係者・メディア・視聴者ともに概ね好評で、2007年1月14日の大相撲初場所8日目の中入り後中継、2009年1月18日1月場所中日の正面解説と、以降もゲストとして出演した。また、世を忍ぶ仮の幼少時代の在米経験を買われ、2008年5月24日の大相撲夏場所14日目のデジタル総合・BS2の英語副音声の中入り後解説も担当している。
2006年12月30日のNHK『大相撲この一年』では、北の富士勝昭・舞の海秀平・やくみつると共に座談会形式で角界の一年を振り返っており、以降2009年末まで同じ面子による『大相撲とことん言います』が放送されていた。2008年12月7日の『ボクらの時代』（フジテレビ系）では、内館牧子、やくみつると大相撲談義を行った。2007年11月7日放送の『クローズアップ現代』でも時津風部屋力士暴行死事件と角界の抱える問題について「膿を出し切るいい機会ではないかと」と持論を展開した。
2010年6月21日のニュースウオッチ9では、多数の大相撲関係者が野球賭博に関与したことで名古屋場所の開催が危ぶまれていることに関して「絶対に開催すべき。中止すればこつこつと努力している多数の力士がかわいそう。努力している力士で大相撲を守りきるのがファンへの罪滅ぼし」と電話インタビューの応答が放送された。
2011年1月10日に大相撲1月場所2日目のNHK大相撲中継に出演し、翌年の初場所で期待する「夢番付」を発表したが、番付中空白になっていた東前頭筆頭の欄に自ら「琴田宮」と琴光喜の過去の四股名を書き込み「琴光喜に関しては処分に疑問を持っている。反省したうえで十両下位からやり直してもいいのではという私見だった」と語った。
2021年10月19日にはNHKの『視点・論点』に出演し「横綱・白鵬の引退に思う」と題して横綱白鵬の活躍を通じて見えた「スポーツと『道』の齟齬」ついて論じた。

### 本業とのジレンマ
好角家であることが広く世に知られてからは、音楽活動よりも大相撲に関わる仕事の方が増えてしまい、テレビ出演中に「吾輩が歌手だということを忘れられてしまいそうだ」と危機感を吐露することもあった。大相撲においてスキャンダルが起きるたびにマスコミからコメントを求められることについて「吾輩は大相撲界のトラブルに対処する専門家ではない」とブログでマスコミをたしなめるコメントも出している。

## 啓発キャラクターとして

### がん検診啓発キャラクター
2012年7月より広島県の「がん検診啓発キャラクター」に就任。広島県や県内自治体が主催する啓発イベントに参加して、県民のがん検診受診率アップを目指して啓発活動を行っている。同年12月には広島本通り商店街を「がん検診に行くがよい!」というキャッチフレーズで練り歩いた。湯﨑英彦知事とも度々対談を行っており、「この顔にガーン! ときたらがん検診」などの呼びかけフレーズも県職員と協議して決めている。
悪魔は本来人助けはしないが、広島県への在住も過去あったので、その縁で引き受けたという理由のほかに かつて聖飢魔IIの構成員であったガンダーラ金子が2012年6月に肺癌で死去したこともきっかけとなっている。
啓発イベントの一環として、毎年広島東洋カープの試合で始球式をしたり、マツダスタジアムの外野席で検診の受診を呼びかけたりしている。カープ側でも「カープ×デーモン閣下コラボ グッズ」として、専用デザインのTシャツやタオルを制作して販売した。ただし本来は閣下は巨人ファンということである。2017年には啓発用衣装として、広島県専用のコスチュームが作成された。福山市では啓発用のラッピングバスが運行される。

### その他

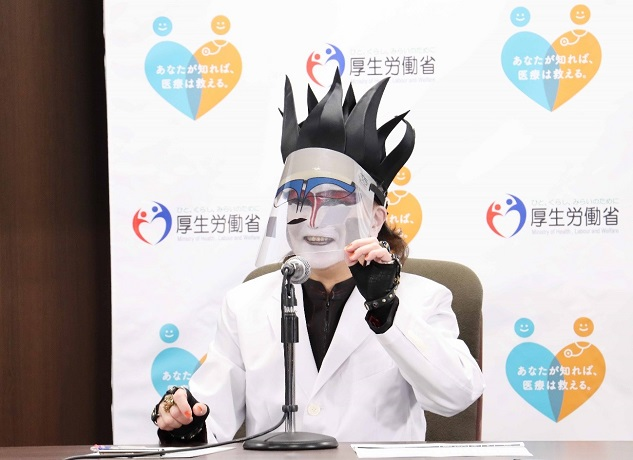
上手な医療のかかり方オンライン特別対談イベントにて（2020年11月16日）

2017年、総務省における「電波利用環境保護周知啓発強化期間」の啓発キャラクターとして選ばれた。周知・啓発のイメージキャラクターとしての活動を行った。
2019年11月18日、厚生労働省の「上手な医療のかかり方大使」に任命。2020年11月16日、上手な医療のかかり方大使として新型コロナウイルス感染症とインフルエンザの同時流行に備えた「上手な医療のかかり方」特別対談イベントに参加し、新しい生活様式に即した上手な医療機関の受診の仕方などを呼びかけた他、同イベント内のトークセッションで新型コロナウイルス感染症による受診控えについて「がんは早期発見すれば5年後、10年後の生存率が上がるが、健康診断やがん検診も減っている現状は、発見が遅れてしまうかもしれない」と危惧した。

## 主な音楽作品

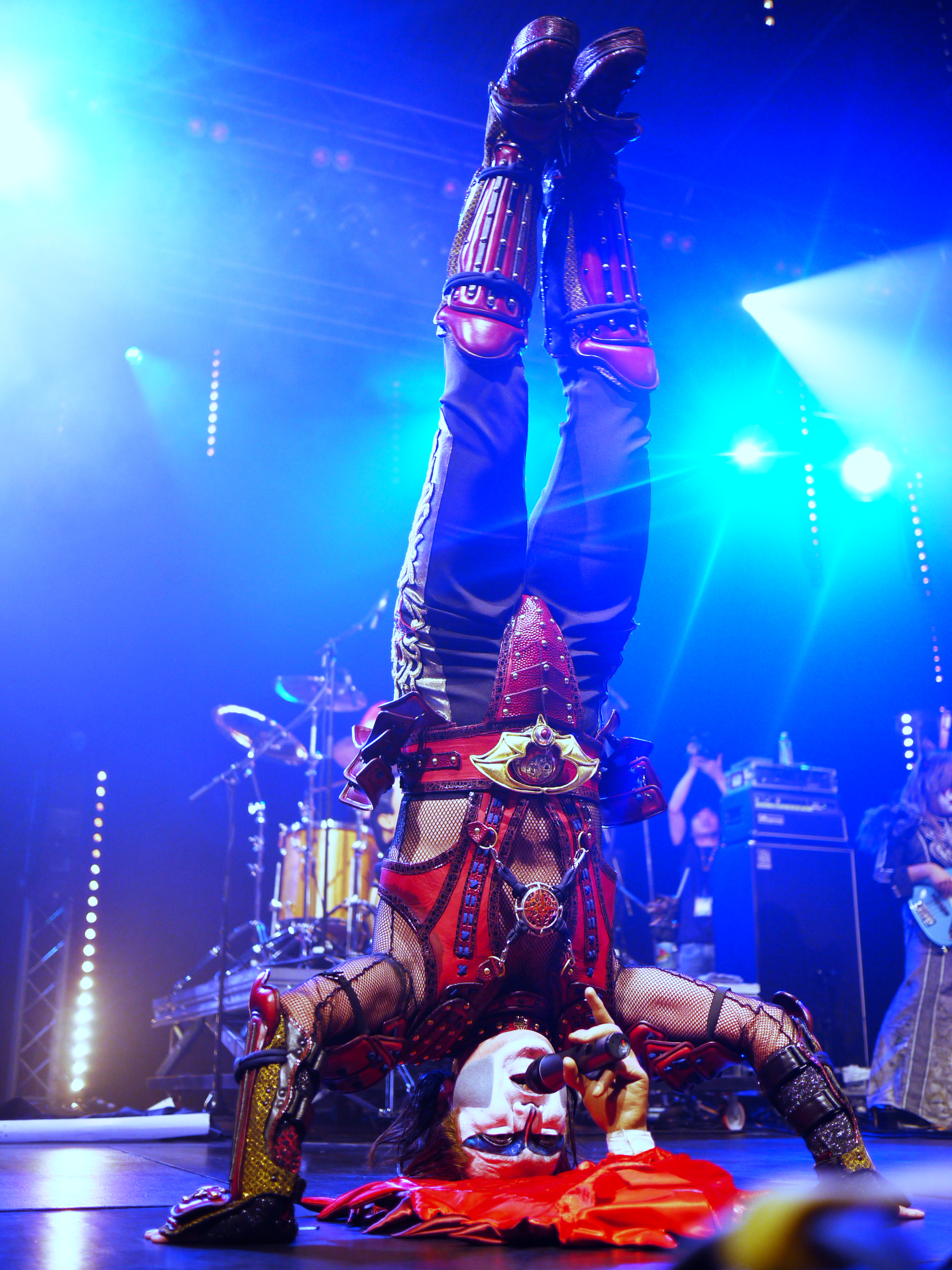
「天地逆転唱法」（三点倒立状態での歌唱）は、ステージ上における閣下の定番のパフォーマンスである。

### アルバム
- 好色萬声男（1990年、「小暮伝衛門」名義）
- DEMON AS BAD MAN（1995年、「デーモン小暮」名義）
- ASTRODYNAMICS（2000年、「!」名義）
- SYMPHONIA（2002年、「デーモン小暮閣下」名義）
- WHEN THE FUTURE LOVES THE PAST 〜未来が過去を愛するとき〜（2003年、「デーモン小暮」閣下名義）
- LE MONDE DE DEMON（2005年、「小暮伝衛門」「デーモン小暮閣下」「!」名義、ベスト盤）
- GIRLS' ROCK（2007年、「デーモン小暮」名義）
- GIRLS' ROCK √Hakurai（2008年、「デーモン小暮」名義）
- GIRLS' ROCK 〜Tiara〜（2009年、「デーモン小暮」名義）
- GIRLS' ROCK Best（2010年、「デーモン閣下」名義）
- MYTHOLOGY（2012年、「デーモン閣下」名義）
- EXISTENCE（2017年、「デーモン閣下」名義）
- うただま（2017年、「デーモン閣下」名義）
- うた髑髏 -劇団☆新感線劇中歌集-（2019年、「デーモン閣下」名義）

### シングル
- LOVE ROMANCE（1995年、「デーモン小暮」名義。カップリング曲は聖飢魔IIによるビースティ・ボーイズのカヴァー「FIGHT FOR YOUR RIGHT」）
- AGE OF ZERO!（2000年、「!」名義）
- 熱くなれ（2009年、「デーモン小暮」名義。「GIRLS' ROCK 〜Tiara〜」より先行シングル）
- FOREST OF ROCKS（2012年、「デーモン閣下」名義。映画『仮面ライダー×仮面ライダー ウィザード&フォーゼ MOVIE大戦アルティメイタム』主題歌）
- わさわさわさ!（2019年、「デーモン閣下」名義。アニメ『けだまのゴンじろー』エンディングテーマ）
- NEO (2019年12月4日発売、TBS『ひるおび!』エンディング曲) [57]
- Naked Men 見ろ、裸の俺たちを！ (2020年9月15日発売、舞台「両国花錦闘士」主題歌)

### オムニバス、コンピレーションアルバム等への参加曲（メインで歌唱しているもの）
- 杉浦フィルハーモニーオーケストラ『交響組曲「ト音記号」』（1995年、Ki/oon Sony） - 「魔王」歌唱（魔王役。子供役は濱田マリ）
- VA『オフ・オフ・マザー・グース』（1995年、東芝EMI） - 「悪魔」歌唱
- VA『Who Do They Think We Are?〜A Tribute To Deep Purple From Japan』（1996年、BMGビクター） - 「BURN」歌唱
- 平松愛理『Reborn』（1996年、ポニーキャニオン） - 「彼方からの手紙」歌唱（平松愛理とのデュエット）
- ダミアン浜田『照魔鏡』（1996年、フライトハイ） - 「失楽園へふたたび」歌唱
- VA『RAINBOW EYES〜SUPER ROCK SUMMIT II〜』（1999年、ポリドール） - 「MAN ON THE SILVER MOUNTAIN」歌唱
- 尾崎亜美『Amii-Phonic』（2001年、フォーライフ） - 「Wisdom of Nature」作詞・歌唱（尾崎亜美とのデュエット）
- VA『Skill and a Shout it lets out』（2002年、VAP） - 「エフ・ユー・シー・ケー」歌唱（大橋隆志作曲）
- ミヒャエル・シャブシャブスキー『しゃぶしゃぶレンジャーのうた』（2002年、日本クラウン） - 作詞・作曲
- VA『DEATH NOTE TRIBUTE』（2006年、BMGジャパン） - 「L↔R」作詞・作曲・歌唱
- VA『ドラゴンボール改 SONG COLLECTION』（2009年、コロンビアレコード） - 「ただ凍える挽歌〜THE Theme Of FREEZER〜」作詞・作曲・歌唱（「Demon Kakka」名義）。テレビアニメ『ドラゴンボール改』の挿入歌で、同作の登場人物であるフリーザのイメージソングである。
- Grand Illusion『Brand New World』（2010年、MARQUEE INC.） - 「SEARCH FOR LIGHT」ゲストボーカル（Peter Sundellとデュエット）
- VA『爆風スランプトリビュートアルバム WeLoveBakufuSlump』（2011年、クラウド・クックー・ランド） - 「おしゃれな東京タワー」歌唱
- TAKASHI O'HASHI『INDEPENDENT SOULS UNION』（2012年、R&P RECORDS） - 「TIME TO TURN OVER」作詞・歌唱
- VA『ANOTHER SOUND OF 009 RE:CYBORG』（2012年、VAP） - 「空っぽの部屋-RESET TO ZERO」歌唱
- VA『なめこのCD』（2013年、んふんふレコード） - 「なめこのうた （地獄のなめこのうた）」歌唱
- 『時空の迷い人』（2020年、フライングドッグ） - TVアニメ『八男って、それはないでしょう!』タイアップ曲。ALI PROJECTの宝野アリカとのコラボレーションとなっている。作曲はデーモン閣下、編曲はAnders Rydholm。カップリング曲の『薔薇異形』と共に、作詞は宝野アリカとの共作となっている。

### 合唱曲
- 世紀を越えて（2014年）作詞・作曲（演奏：早稲田大学グリークラブ）
- ワセダを倒せ!（2014年）作詞・作曲（演奏：早稲田大学グリークラブ）
- わ（2014年）作詞・作曲（演奏：早稲田大学グリークラブ）
- 千穐楽（2014年）作詞・作曲（演奏：早稲田大学グリークラブ）

### ビデオ・DVD
- HUMANE SOCIETY 〜人類愛に満ちた社会〜（1992年〈OVA〉、2003年〈DVD〉） - 原案・監修。
- 宴会大王 〜デーモン小暮閣下ディナーショー〜（1993年〈VHS〉、2003年〈DVD〉）
- DEMON'S ROCK SHOW!（2007年） - 「デーモン小暮」名義のライブビデオ。DVDのみの通常版と、CD付の初回限定版がある。
- √Hakurai -CULTURE ROCK SHOW!-（2008年） - 「デーモン小暮」名義のライブDVD
- DEMON'S ROCK EXPO.-THE LIVE!!-（2010年） - 「デーモン閣下」名義のライブDVD

### ショートフィルム
- ジブンナリ 〜自分「成り」〜（2003年）

### 映画
- 『コナ・ニシテ・フウ』（2008年、吉本興業） - 監督・脚本補・出演。YOSHIMOTO DIRECTOR'S 100企画の一篇。父親役は輪島大士（第54代横綱・輪島関）。

### 客演
- MCU『A.K.A』（2007年6月20日）

13.UNDER MY MARTIAL LAW feat.デーモン小暮閣下
- ストラヴィンスキー作曲『兵士の物語』（1992年録音・発売）斎藤ネコ指揮、語り＝巻上公一（兵士）・デーモン小暮閣下（悪魔）・戸川純（語り手・王女）、アンサンブル＝梅津和時（クラリネット）・小山清（ファゴット）・大倉滋夫（コルネット）・村田陽一（トロンボーン）・高田みどり（パーカッション）・桑野聖（ヴァイオリン）・吉野弘志（コントラバス）・石井AQ（シンセサイザー）・斎藤ネコ（効果音ヴァイオリン）、加藤直（台本・ラミュ原作）
- DAMIJAW『無力な自分が許せない』（2010年2月17日）

2.ダーミー城の吸血悪魔（笑）

## 著作など
- 『我は求め訴えたり』ネスコ、1987年3月30日。ISBN 978-4890367078。
- 『オールナイトニッポン・カセットスペシャル 10回クイズちがうね カセット版 デーモン小暮VS鴻上尚史』（ニッポン放送オールナイトニッポン・編、1988年、扶桑社、ISBN 978-4594002282）
- 『大学入試シリーズ デーモン小暮の試験に出るぬらりひょん』（ニッポン放送デーモン小暮のオールナイトニッポン・編、1988年、ニッポン放送出版、ISBN 978-4594003623）
- 『夜中の学校12「悪魔の人間学」』（1993年、マドラ出版）
- 『デーモン・オーケンのハッスル巌流島』（1994年、ニッポン放送出版、ISBN 978-4594013875）
- 『勝手に大相撲審議会』（2015年、やくみつるとの共著、中央公論新社、ISBN 978-4120047077）
- 『デーモン閣下 悪魔的歌唱論』（2016年、リットーミュージック、ISBN 978-4845627776）
- 『デーモン閣下監修! みんなの相撲大全 1大相撲を楽しもう!』（2018年、教育画劇、ISBN 978-4774621333）
- 『デーモン閣下監修! みんなの相撲大全 2すばらしい相撲の世界』（2018年、教育画劇、ISBN 978-4774621340）

## 出演

### テレビ番組

#### 現在
- Eテレ0655&2355（NHK Eテレ、おはようソング：「toi toi toi!」）
- NHKニュースおはよう日本（NHK総合、不定期）
- ニュースで英会話（NHK Eテレ） - 不定期
- サンデースポーツ（NHK総合、大相撲優勝者インタビュー）
- しゃべくりDJ デーモン閣下のミュージックアワー!（2016年11月23日 - 、歌謡ポップスチャンネル）※リピート放送あり

#### 過去
- VIDEO JAM（テレビ朝日）
- 夕やけニャンニャン（フジテレビ）
- 夢で逢えたら（フジテレビ）
- 今夜は最高!（1988年11月26日、日本テレビ系列局）
- RRR（よみうりテレビ）
- ポンキッキーズ（1993年10月4日から1993年10月8日までの出演）、フジテレビ） - 「デーモンかっかの英語教室」というコーナーに出演。
- CX-NUDE DX（フジテレビ）
- 夜だMONDE（名古屋テレビ）
- GATCHA!（日本テレビ）
- ロック鳴缶II（日本テレビ）
- 地球☆ゴーラウンド（2004年 - 2006年、NHK総合・BShi） - レギュラー
- ネプリーグ（フジテレビ）
- つながるテレビ@ヒューマン（NHK総合） - 主として大相撲本場所開催時にサポーターとして出演
- クローズアップ現代（2007年11月7日、NHK）
- Sumo's Winning Ways〜The Enigma of the 82 KIMARITE〜（2008年8月26日、NHKデジタル教育） - マルチ編成、英語主音声・日本語副音声放送番組であるため、スタジオでは英語でコメントしているが、後から収録された副音声日本語コメントの吹き替えも本人が務める。NHKワールドTVの夏の特集番組のひとつとして放送され、大相撲の決まり手82種を紹介するというものである。「WHAT'S ON JAPAN」のスポーツコーナーや大相撲中継の英語実況などを担当している森田博士（ヒロ・モリタ）とともに出演。
- ボクらの時代（フジテレビ）
  - 第85回（2008年12月7日）内館牧子×やくみつる×デーモン小暮閣下
  - 第531回（2018年1月14日）久米宏×市川紗椰×デーモン閣下
- 噂的達人（TBSテレビ） - 「BRONXの達人」として、閣下のニューヨーク・ブロンクスでの世を忍ぶ仮の幼少期を紹介した。
- ラリー・キング・ライブ（CNN） - ラリー・キングが司会をするトーク番組に出演し、英語で軽妙なトークを披露。
- NEWSアカデミー（2000年12月 - 2001年、BS-i（現・BS-TBS）） - 開局時から司会（後にうじきつよしに交代）
- 2時っチャオ!（2006年10月6日 - 2009年3月26日、TBSテレビ） - 金曜日コメンテーター[58]
- ひるおび!（2009年4月1日 - 2021年12月22日、TBSテレビ） - 水曜日午後の部コメンテーター[58]
- 劇戦!大相撲（J Sports ESPN）
- 題名のない音楽会（テレビ朝日） - 佐渡裕の指揮するオーケストラが有名洋楽ロック曲の編曲を数曲演奏し、ゲストトークのみならずそれをバックに歌も披露した。
- ホリデーインタビュー（2013年3月20日、NHK総合） [11]- 小学生時代に約3年ほど過ごした広島市を訪れインタビューを受けた。当時住んでいた西区にある舎宅（場所は同じだが当時の建物は取り壊されて現在は建て替えられている）や母校である古田小学校を訪れたり、平和公園を訪れ原爆ドーム敷地内に許可を得て入り間近で見学したりした。小学校では当時あったという砂場の場所に立ち、デーモン閣下が小学生当時毎日のようにここで相撲をとり相撲に目覚めた地というエピソードを語った。当時の担任教諭と再会し教諭から夏休みの自由研究のエピソードなどが色々と披露された。インタビューでは自身の音楽活動などについて語った。
- スポーツ酒場 語り亭（2014年5月11日・2016年5月5日、NHK BS1）
- 探Q!Aトリップ（2015年1月10日 - 2016年3月19日、テレビ愛知）
- ダウンタウンのガキの使いやあらへんで!絶対に笑ってはいけない名探偵24時（2015年12月31日、日本テレビ）
- ワラッチャオ!（2016年1月24日、NHK BSプレミアム）
- しまった!〜情報活用スキルアップ〜（2016年10月13日 - 2017年3月9日、NHK Eテレ）- MC
- 命をつなぐ〜デーモン閣下が見た広島『がん対策』〜（2016年12月29日、中国放送） - MC
- NHK短歌 題「病気」 選者:黒瀬珂瀾 (2018年2月18日、NHK Eテレ)  - ゲスト
- 超逆境クイズバトル!! 99人の壁（2019年1月19日、フジテレビ） - スペシャルワンマッチゲスト（挑戦ジャンルは「相撲史」）
- 思考実験バラエティー！もしもの世界（NHK Eテレ） - ゲスト
  - 第3弾（2019年8月5日 - 6日）
  - 第4弾（2019年12月19日 - 20日）
- クイズ!あなたは小学5年生より賢いの?（2019年12月20日、日本テレビ） - 挑戦者
- MUSIC JUNCTION #11「日本のバンドブーム1985-1990」・#12「日本のバンドブーム1991-1995」（2020年12月7日・21日、歌謡ポップスチャンネル） - ゲスト（司会：飯尾和樹（ずん）、コムアイ（水曜日のカンパネラ、ゲスト：ベッド・イン、解説者：山崎洋一郎らと共演）
- 視点・論点（2021年10月19日、NHK Eテレ）[59][58]
- 行列のできる相談所（2022年9月4日、日本テレビ）
- ハートネットTV「私のリカバリー 悪魔が見つめた病と生命 デーモン閣下」（2024年10月15日、NHK Eテレ）[60][61]
- 笑福亭鶴光のオールナイトニッポン.TV@J:COM（2024年12月14日、J:COMチャンネル）
- 高見沢俊彦の美味しい音楽 美しいメシ（2025年8月15日、BS朝日）[62]

### テレビドラマ
- 魔王 第4話（2008年7月25日、TBSテレビ） - 大型モニター画面に映し出された赤い目 ※デーモン小暮閣下名義[注 20]
- 左目探偵EYE 第4話（2008年2月13日、日本テレビ） - タク 役
- 警視庁・捜査一課長 season6 第1話・第2話（2022年4月14日・21日、テレビ朝日） - 池母信人 役[63]

### テレビアニメ
- 火ノ丸相撲（2019年、テレビアニメ） - 蟹江医師 役

### ラジオ
- デーモン小暮 素顔のままで（1987年2月7日 - 2月28日、ニッポン放送）
  - 『吉川晃司 サングラスをはずして』のパーソナリティ・吉川晃司が主演映画『シャタラー』の長期ロケ撮影でイタリアへ渡ったため、その代役としての出演。
- デーモン小暮のオールナイトニッポン（1987年4月6日 - 1990年5月14日、ニッポン放送）
- 聖飢魔IIの電波帝国（文化放送）
- デーモン・オーケンのラジオ巌流島（1992年7月 - 1995年3月、ニッポン放送）
- デーモン小暮のラジ王（1994年4月 - 1995年2月 水曜深夜、JFN）
- ラジオふるさと総世紀末計画・デーモン小暮の世紀末語るシス（1998年10月 - 1999年9月、JRN系各局）
- HOT'n HOT お気に入りに追加!（ニッポン放送、木曜日）
- Plug in Tokyo（2003年10月から加入（2004年9月の番組終了まで木曜日のみ）、JFN）
- デーモン小暮 ニッポン全国 ラジベガス（2005年3月28日 - 9月30日、ニッポン放送）
- デーモン閣下の日本のエネルギーを学ぼう、考えよう（2013年9月29日、ニッポン放送）
- デーモン閣下のオールナイトニッポンpremium（2017年10月5日 - 12月、ニッポン放送）[64][65]
- LEGENDS「caféダンディズム」（2023年8月 - 12月、JFN） -  谷村新司の病気休演に伴う代理出演。

### 映画
- ゴジラvsビオランテ（1989年） - 本人役[2]
- 仮面ライダー×仮面ライダー ウィザード&フォーゼ MOVIE大戦アルティメイタム（2012年） - ザタン（声） 役[66]

### OVA
- ウォナビーズ（1986年） - マネージャー 役
- 真・超神伝説うろつき童子 魔胎伝（1990年） - ミュンヒハウゼン2世 役
- HUMANE SOCIETY 〜人類愛に満ちた社会〜（1992年） - 主人公 デーモン 役

### ゲーム
- DJBOY（1989年） - 本人役・ナレーション 役
- 桃太郎道中記（1997年） - ボンビー大魔王 役
- トリックロジック（2010年） - 閻魔大王・ヤマ・ラージャ 役
- ストリートファイター6（2023年） - 解説 役

### 吹き替え
- バットマン（1989年、映画） - ジョーカー 役（ジャック・ニコルソン）

### 舞台
- ロックオペラ「ハムレット」（1994年） - 亡霊 / 墓掘り 役
- 劇団☆新感線「星の忍者〜Stranger in a StrangeStar」（1995年） - 愛喰我王 役
- 東宝ミュージカル「シンデレラストーリー」（2003年・2005年） - シンデレラのお父さん / 魔法使い / お城のネズミ 役
- 怪談狂言「耳なし芳一」（2004年） - 安徳天皇 役
- avex JUKEBOX MUSICAL「ココロノカケラ」（2008年） - ダーク 役
- 音楽劇「三文オペラ」（2009年） - ピーチャム 役
- 能音楽劇 義経記（2013年 - 、舞台） - 歌、朗読、脚本監修。津軽三味線の上妻宏光、能楽師の山井綱雄との創作劇。
- リトル・ショップ・オブ・ホラーズ（2020年・2021年） - オードリーII（声） 役[67]

### CM・イメージキャラクター
- ホンダ・タクト（1989年）
- フジカラー「写ルンです」 - デーモンパパ 役[68][69]、サラリーマン・“小暮課長”役[注 21]
- コーセー「クリリア」（メイク落とし）[注 22]
- りんどう湖ファミリー牧場
- カイゲン（現・カイゲンファーマ）「改源」（2007年 - 2008年）[注 23]
- 日清食品「江戸そば」「京うどん」（2000年）
- アサヒビール「アサヒダブルゼロカクテル」（2012年） ※香里奈、TRFと共演
- 広島県がん対策課（2013年5月 - ） ※広島県がん検診啓発特使に就任。主に広報活動を担っている[9][10]。
- 総務省平成29年度電波利用環境保護周知啓発強化期間（2017年6月）[70]
- オンテックス「長持ち篇」「デザイン篇」他（2017年 - ） ※イメージキャラクター[71]
- スクウェア・エニックス『星のドラゴンクエスト』「悪魔が勇者に」篇シリーズ。「実感CM1」「悪魔のささやき1」（2017年9月28日 - ）[72]
- 楽天 Fablic「ラクマ」「ラクマ、ラクダ、あくま篇」（2018年6月8日 - 30日） ※川栄李奈と共演[73]
- 全保連株式会社「デーモン閣下篇」（2018年9月29日 - ） - 岸部一徳と共演[74]
- 南関東公営競馬「SPAT4」「全地方競馬征服篇」（2019年  - ）[75]
- UQコミュニケーションズ 「UQ mobile」「おトクにしてやる」篇 ※深田恭子、多部未華子、永野芽郁、ガチャピン・ムックと共演[76]
- 厚生労働省「上手な医療のかかり方」「『上手な医療のかかり方』デーモン閣下による応援メッセージ」（2019年12月 - ）、「診療所篇」「医者の長時間労働篇」「#8000篇」（2020年1月 - ）[77]